# Сиддал, Элизабет
Элизабе́т Элеоно́р Сиддал (англ. Elizabeth Eleanor Siddal, 25 июля 1829, Лондон, Великобритания — 11 февраля 1862, Лондон, Великобритания), урождённая Сиддалл (англ. Siddall) — британская натурщица, поэтесса и живописец. Оказала большое влияние на Братство прерафаэлитов. Изображена практически на всех ранних женских портретах Данте Габриэля Россетти, также позировала Уолтеру Хоуэллу Девереллу, Уильяму Холману Ханту и Джону Эверетту Милле. В частности, изображена на картине «Офелия» (1852).

## Биография
Родилась 25 июля 1829 года в многодетной семье рабочего из Шеффилда. С раннего детства она помогала матери и сёстрам в пошиве дешёвых платьев. С восемнадцати лет работала модисткой в шляпном магазине в лондонском районе Ковент-Гарден. Здесь в 1849 году Элизабет встретил Уолтер Деверелл и через свою мать предложил позировать ему.

### Натурщица для прерафаэлитов
Деверелл изобразил Элизабет в образе Виолы в картине по мотивам пьесы Шекспира «Двенадцатая ночь». Бледная и рыжеволосая Элизабет олицетворяла собой в представлении прерафаэлитов тип женщины кватроченто. Она стала настоящей музой для членов братства, отказавшихся от академических условностей и искавших новые образы. Самая известная картина, на которой изображена Элизабет, — это «Офелия» Милле (1852). Для художника, стремившегося к достоверному изображению всех деталей, она позировала в ванне. Дело происходило зимой и, чтобы девушка не замерзала, под ванной Милле разместил лампы, которые подогревали воду. По рассказу У. Россетти однажды лампы погасли, Элизабет простудилась и её отец потребовал от Милле, чтобы тот оплатил услуги врача. Элизабет был прописан лауданум — обычное для того времени лекарственное средство. Этот случай, вероятно, подорвал и без того хрупкое здоровье девушки.
Картина имела успех у критиков и зрителей, Элизабет прославилась. Но она была не только натурщицей: девушка сама рисовала и писала стихи.

### Жизнь с Россетти

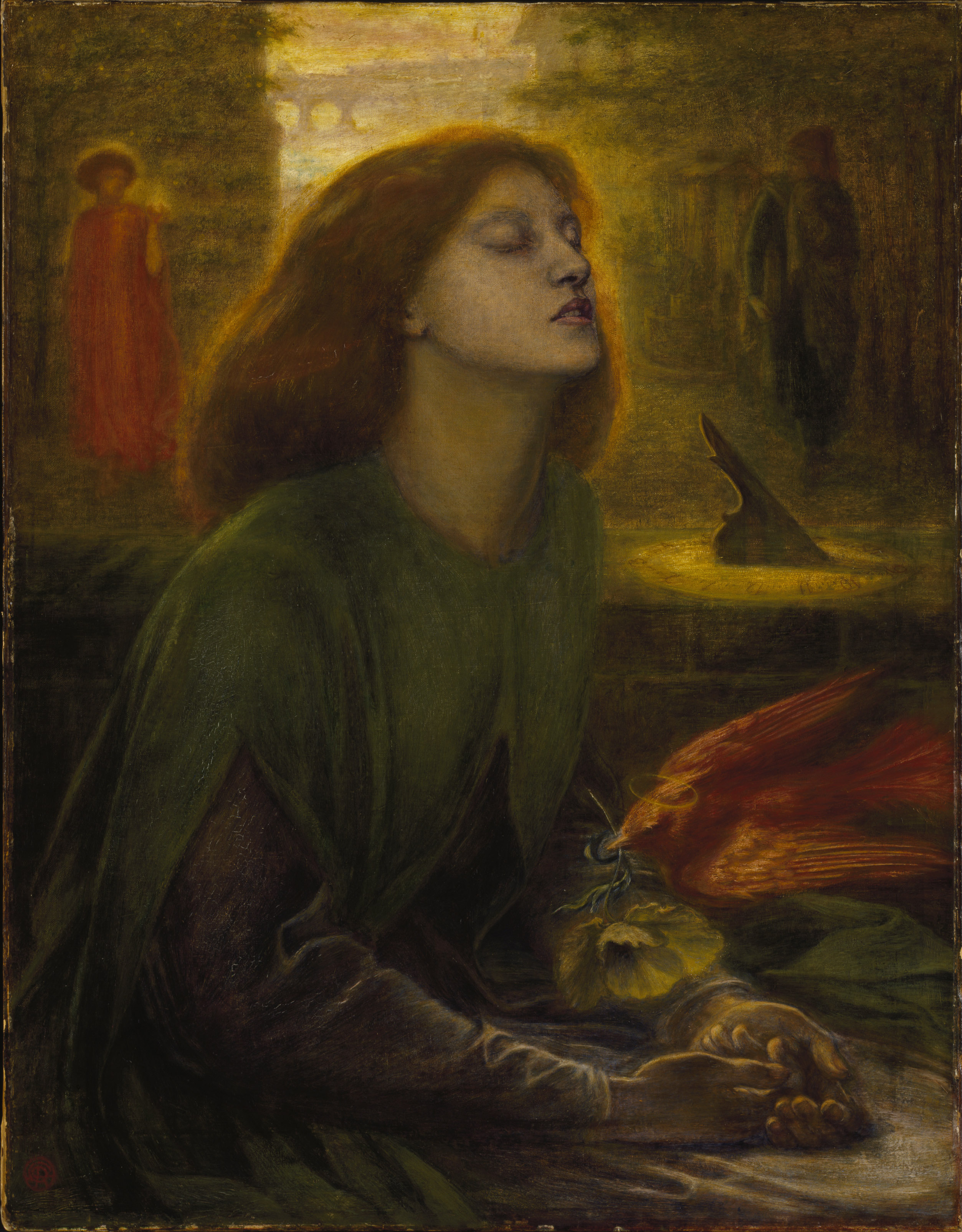
Данте Габриэль Россетти. Beata Beatrix

Данте Габриэль Россетти познакомился с Элизабет в 1852 году в мастерской Милле. Молодые люди полюбили друг друга и поселились в доме на Чэтэм Плейс. Она стала постоянной моделью Россетти. Страсть вдохновила Россетти на воплощение сюжетов из истории Данте и Беатриче: в картинах «Паоло и Франческа да Римини», «Любовь Данте», «Явление Данте Рахили и Леи» женские образы — это Элизабет Сиддал. Он поощрял её литературное творчество и занятия графикой. Стихи Сиддал успеха не имели, но она стала известна как художница. Джон Рёскин назначил Элизабет стипендию за её рисунки. Она, единственная женщина среди художников, участвовала в выставке прерафаэлитов в Рассел-Плейс в 1857 году. Её работы экспонировались на выставке британского искусства в Америке в 1858 году. Вместе с Россетти, Моррисом, Бёрн-Джонсом в 1859 году оформляла для четы Моррисов Красный дом (Red House).
В отношениях Элизабет и Данте не всё было гладко: Россетти, несмотря на свою возвышенную любовь к Сиддал, никак не мог порвать связи с другими женщинами, в том числе с Фанни Корнфорт и Энни Миллер (подругой Ханта).

### Болезнь и смерть

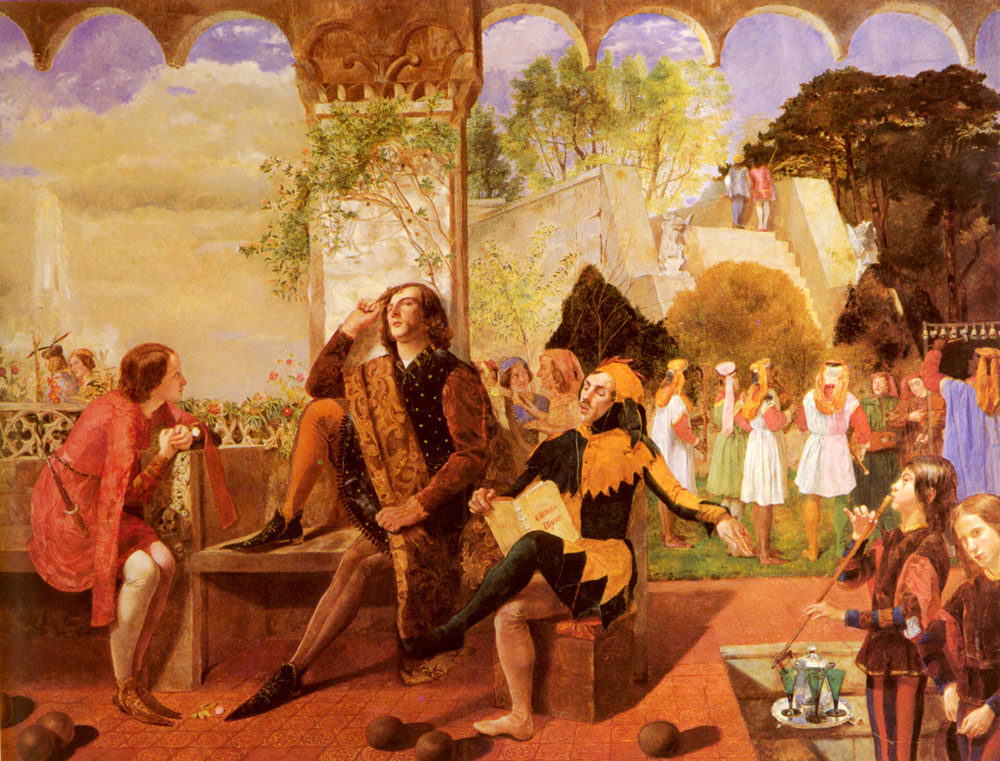
Уолтер Деверелл. «Двенадцатая ночь», акт II, сцена 4. В центре в образе мечтательного герцога Орсино художник изобразил себя; сидящему справа шуту Фесту придал черты своего друга Россетти. Переодетая Цезарио Виола — Лиззи Сиддал

Здоровье Элизабет ухудшалось. В начале 1860 года она тяжело заболела и тогда Россетти обещал жениться на ней, как только она поправится. Свадьба состоялась 23 мая 1860 года. В мае 1861 года Элизабет родила мёртвого ребёнка. Сиддал впала в депрессию, начались ссоры с Данте и припадки помешательства. 11 февраля 1862 года она умерла от передозировки лауданума. Неизвестно, была ли это случайная ошибка или самоубийство. Россетти глубоко потрясла смерть жены. Всю последующую жизнь он страдал от приступов депрессии, кошмаров и угрызений совести. Облегчение Россетти находил в алкоголе и наркотиках.
В память об Элизабет Россетти написал Beata Beatrix (1864—1870), где представил её в образе Беатриче из «Новой жизни». Со смертью жены связана и последняя его работа на дантовскую тему — «Сон Данте» (1871).
На похоронах Россетти в порыве отчаяния положил в гроб Элизабет рукописи своих стихов и поклялся оставить поэзию. Через несколько лет он решил опубликовать юношеские стихи, чтобы их достать, могилу Сиддал на Хайгетском кладбище вскрыли. Книга стихов вышла в 1870 году. Этот поступок Россетти шокировал его знакомых и друзей.

## Работы Элизабет Сиддал
- «Pippa Passes», 1854, 23,4х29,8, Музей Ашмола, Оксфорд
- «Сестра Хелен», акварель, 1854, Музей Ашмола, Оксфорд
- «Сир Галаад в Святыне Чаши Грааля», 1855—1857
- «Леди Лэмен», акварель, 1856, Галерея Тейт, Лондон
- «Клерк Саундерс», акварель, гуашь, 1857, Художественный музей Фицуильям, Кембридж